# توماس هارت بنتون
توماس هارت بنتون (به انگلیسی: Thomas Hart Benton) سناتور سابق عضو حزب دموکرات-جمهوری‌خواه بود. وی در سال ۱۸۲۱ تا ۱۸۲۴ و ۱۸۲۴ تا ۱۸۵۱ میلادی سناتور ایالت میزوری در سنای ایالات متحده آمریکا بود.